# Abat Aýımbetov
Abat Qaýratulı Aýımbetov (in kazako Абат Қайратұлы Айымбетов?; Qyzylorda, 7 agosto 1995) è un calciatore kazako, attaccante svincolato.

## Caratteristiche tecniche
È un attaccante che, trovando la propria collocazione come punta centrale, adopera una stile di gioco piuttosto essenziale, Aýımbetov si affida al proprio senso della posizione per sfruttare le sue capacità di opportunismo oltre a saper tagliare bene in area di rigore, è un calciatore con un buon atletismo, calcia con potenza, inoltre si distingue pure per il suo colpo di testa. Il suo piede forte è il destro ma calcia bene anche con il piede opposto.

## Carriera

### Club

#### Aqtóbe e Qaırat
La sua carriera nel professionismo ha inizio con l'Aqtóbe vincendo l'edizione 2013 della Prem'er Ligasy, nella quale segna due gol, il primo sconfiggendo per 4-0 lo Shahter Qaraǵandy e il secondo pareggiando per 2-2 contro l'Ordabasy. Nella Coppa del Kazakistan, segna una rete battendo per 3-0 il Qaısar. Nell'edizione 2019 del campionato detiene il proprio record personale con sedici gol, riesce a segna una doppietta prima perdendo per 3-2 contro l'Astana e poi battendo (con lo stesso risultato) lo Shahter Qaraǵandy, realizza inoltre una tripletta vincendo per 3-1 contro il Qaısar.
Conquista ancora una volta la vittoria del campionato, l'edizione 2020, questa volta giocando con il Qaırat dove Aýımbetov segna dieci gol, il primo vincendo per 2-1 contro il Taraz, segna la rete del 1-0 sconfiggendo sia l'Astana che il Qyzyljar, inoltre realizza una doppietta prima battendo per 5-0 l'Oqjetpes e poi sconfiggendo per 4-2 il Jetisý.

#### Astana e Adana Demirspor
A partire dal 2021 gioca con l'Astana, le prime reti le segna contro l'Atyraý vincendo per 6-2 realizzando una doppietta, si ripete nella partita successiva segnando due gol battendo per 4-1 l'Ordabasy. Vince il suo terzo campionato, l'edizione 2022 dove Aýımbetov segna nove reti, la prima sconfiggendo per aprendo le marcature vincendo per 5-0 contro il l'Aqsý, segna una tripletta battendo per 6-0 l'Ordabasy, l'ultimo gol lo sigla sconfiggendo per 2-0 il Qyzyljar.
Si trasferisce in Turchia nel 2024 militando nell'Adana Demirspor.

### Nazionale
Ha giocato nelle nazionali giovanili kazake Under-17 ed Under-21. Debutta con la nazionale kazaka l'8 giugno 2019 nella sconfitta per 3-0 contro il Belgio, in una partita di qualificazioni agli Europei.
Segna il suo primo gol in nazionale il 7 settembre 2020 nella sconfitta per 2-1 contro la Bielorussia, in una partita di UEFA Nations League 2020-2021. Il 3 giugno 2022 realizza una doppietta che consente alla squadra di battere per 2-0 l'Azerbaigian. Il 26 marzo 2023, in un'inaspettata vittoria in rimonta contro la Danimarca Aýımbetov segna il gol del definitivo 3-2 con un colpo di testa dopo che era sceso in campo nel secondo tempo.

## Statistiche

### Cronologia presenze e reti in nazionale
| Cronologia completa delle presenze e delle reti in nazionale ― Kazakistan | Cronologia completa delle presenze e delle reti in nazionale ― Kazakistan | Cronologia completa delle presenze e delle reti in nazionale ― Kazakistan | Cronologia completa delle presenze e delle reti in nazionale ― Kazakistan | Cronologia completa delle presenze e delle reti in nazionale ― Kazakistan | Cronologia completa delle presenze e delle reti in nazionale ― Kazakistan | Cronologia completa delle presenze e delle reti in nazionale ― Kazakistan | Cronologia completa delle presenze e delle reti in nazionale ― Kazakistan |
| Data                                                                      | Città                                                                     | In casa                                                                   | Risultato                                                                 | Ospiti                                                                    | Competizione                                                              | Reti                                                                      | Note                                                                      |
| ------------------------------------------------------------------------- | ------------------------------------------------------------------------- | ------------------------------------------------------------------------- | ------------------------------------------------------------------------- | ------------------------------------------------------------------------- | ------------------------------------------------------------------------- | ------------------------------------------------------------------------- | ------------------------------------------------------------------------- |
| 8-6-2019                                                                  | Bruxelles                                                                 | Belgio                                                                    | 3 – 0                                                                     | Kazakistan                                                                | Qual. Euro 2020                                                           | -                                                                         | 66’                                                                       |
| 11-6-2019                                                                 | Astana                                                                    | Kazakistan                                                                | 4 – 0                                                                     | San Marino                                                                | Qual. Euro 2020                                                           | -                                                                         | 58’                                                                       |
| 6-9-2019                                                                  | Nicosia                                                                   | Cipro                                                                     | 1 – 1                                                                     | Kazakistan                                                                | Qual. Euro 2020                                                           | -                                                                         | 87’                                                                       |
| 9-9-2019                                                                  | Kaliningrad                                                               | Russia                                                                    | 1 – 0                                                                     | Kazakistan                                                                | Qual. Euro 2020                                                           | -                                                                         | 89’                                                                       |
| 16-11-2019                                                                | San Marino                                                                | San Marino                                                                | 1 – 3                                                                     | Kazakistan                                                                | Qual. Euro 2020                                                           | -                                                                         | 73’                                                                       |
| 19-11-2019                                                                | Glasgow                                                                   | Scozia                                                                    | 3 – 1                                                                     | Kazakistan                                                                | Qual. Euro 2020                                                           | -                                                                         | 83’                                                                       |
| 4-9-2020                                                                  | Vilnius                                                                   | Lituania                                                                  | 0 – 2                                                                     | Kazakistan                                                                | UEFA Nations League 2020-2021 - 1º turno                                  | -                                                                         | 71’                                                                       |
| 7-9-2020                                                                  | Almaty                                                                    | Kazakistan                                                                | 1 – 2                                                                     | Bielorussia                                                               | UEFA Nations League 2020-2021 - 1º turno                                  | 1                                                                         | 72’                                                                       |
| 11-10-2020                                                                | Almaty                                                                    | Kazakistan                                                                | 0 – 0                                                                     | Albania                                                                   | UEFA Nations League 2020-2021 - 1º turno                                  | -                                                                         | 70’                                                                       |
| 14-10-2020                                                                | Barysaŭ                                                                   | Bielorussia                                                               | 2 – 0                                                                     | Kazakistan                                                                | UEFA Nations League 2020-2021 - 1º turno                                  | -                                                                         | 57’                                                                       |
| 15-11-2020                                                                | Scutari                                                                   | Albania                                                                   | 3 – 1                                                                     | Kazakistan                                                                | UEFA Nations League 2020-2021 - 1º turno                                  | -                                                                         | 71’                                                                       |
| 18-11-2020                                                                | Almaty                                                                    | Kazakistan                                                                | 1 – 2                                                                     | Lituania                                                                  | UEFA Nations League 2020-2021 - 1º turno                                  | 1                                                                         | 69’                                                                       |
| 31-3-2021                                                                 | Kiev                                                                      | Ucraina                                                                   | 1 – 1                                                                     | Kazakistan                                                                | Qual. Mondiali 2022                                                       | -                                                                         | 60’                                                                       |
| 1-9-2021                                                                  | Astana                                                                    | Kazakistan                                                                | 2 – 2                                                                     | Ucraina                                                                   | Qual. Mondiali 2022                                                       | -                                                                         | 60’                                                                       |
| 4-9-2021                                                                  | Helsinki                                                                  | Finlandia                                                                 | 1 – 0                                                                     | Kazakistan                                                                | Qual. Mondiali 2022                                                       | -                                                                         | Cap. 72’                                                                  |
| 13-11-2021                                                                | Parigi                                                                    | Francia                                                                   | 8 – 0                                                                     | Kazakistan                                                                | Qual. Mondiali 2022                                                       | -                                                                         | 60’                                                                       |
| 16-11-2021                                                                | Astana                                                                    | Kazakistan                                                                | 1 – 0                                                                     | Tagikistan                                                                | Amichevole                                                                | -                                                                         | 71’                                                                       |
| 29-3-2022                                                                 | Astana                                                                    | Kazakistan                                                                | 0 – 1 dts (5 – 4 dtr)                                                     | Moldavia                                                                  | UEFA Nations League 2020-2021 - Play-Out                                  | -                                                                         | 116’                                                                      |
| 3-6-2022                                                                  | Astana                                                                    | Kazakistan                                                                | 2 – 0                                                                     | Azerbaigian                                                               | UEFA Nations League 2022-2023 - 1º turno                                  | 2                                                                         | 79’                                                                       |
| 6-6-2022                                                                  | Trnava                                                                    | Slovacchia                                                                | 0 – 1                                                                     | Kazakistan                                                                | UEFA Nations League 2022-2023 - 1º turno                                  | -                                                                         | 65’                                                                       |
| 10-6-2022                                                                 | Novi Sad                                                                  | Bielorussia                                                               | 1 – 1                                                                     | Kazakistan                                                                | UEFA Nations League 2022-2023 - 1º turno                                  | 1                                                                         | 68’                                                                       |
| 13-6-2022                                                                 | Astana                                                                    | Kazakistan                                                                | 2 – 1                                                                     | Slovacchia                                                                | UEFA Nations League 2022-2023 - 1º turno                                  | -                                                                         | 88’                                                                       |
| 22-9-2022                                                                 | Astana                                                                    | Kazakistan                                                                | 2 – 1                                                                     | Bielorussia                                                               | UEFA Nations League 2022-2023 - 1º turno                                  | -                                                                         | 87’                                                                       |
| 25-9-2022                                                                 | Baku                                                                      | Azerbaigian                                                               | 3 – 0                                                                     | Kazakistan                                                                | UEFA Nations League 2022-2023 - 1º turno                                  | -                                                                         | 67’                                                                       |
| 16-11-2022                                                                | Tashkent                                                                  | Uzbekistan                                                                | 2 – 0                                                                     | Kazakistan                                                                | Amichevole                                                                | -                                                                         | 73’                                                                       |
| 19-11-2022                                                                | Abu Dhabi                                                                 | Emirati Arabi Uniti                                                       | 2 – 1                                                                     | Kazakistan                                                                | Amichevole                                                                | 1                                                                         | 72’                                                                       |
| 23-3-2023                                                                 | Astana                                                                    | Kazakistan                                                                | 1 – 2                                                                     | Slovenia                                                                  | Qual. Euro 2024                                                           | -                                                                         | 63’                                                                       |
| 26-3-2023                                                                 | Astana                                                                    | Kazakistan                                                                | 3 – 2                                                                     | Danimarca                                                                 | Qual. Euro 2024                                                           | 1                                                                         | 78’                                                                       |
| 19-6-2023                                                                 | Belfast                                                                   | Irlanda del Nord                                                          | 0 – 1                                                                     | Kazakistan                                                                | Qual. Euro 2024                                                           | 1                                                                         | 80’                                                                       |
| 7-9-2023                                                                  | Astana                                                                    | Kazakistan                                                                | 0 – 1                                                                     | Finlandia                                                                 | Qual. Euro 2024                                                           | -                                                                         | 46’                                                                       |
| 10-9-2023                                                                 | Astana                                                                    | Kazakistan                                                                | 1 – 0                                                                     | Irlanda del Nord                                                          | Qual. Euro 2024                                                           | -                                                                         | 87’                                                                       |
| 14-10-2023                                                                | Copenaghen                                                                | Danimarca                                                                 | 3 – 1                                                                     | Kazakistan                                                                | Qual. Euro 2024                                                           | -                                                                         | 46’                                                                       |
| 17-10-2023                                                                | Helsinki                                                                  | Finlandia                                                                 | 1 – 2                                                                     | Kazakistan                                                                | Qual. Euro 2024                                                           | -                                                                         | 86’                                                                       |
| 17-11-2023                                                                | Astana                                                                    | Kazakistan                                                                | 3 – 1                                                                     | San Marino                                                                | Qual. Euro 2024                                                           | 1                                                                         |                                                                           |
| 20-11-2023                                                                | Lubiana                                                                   | Slovenia                                                                  | 2 – 1                                                                     | Kazakistan                                                                | Qual. Euro 2024                                                           | -                                                                         | 90+2’                                                                     |
| 21-3-2024                                                                 | Atene                                                                     | Grecia                                                                    | 5 – 0                                                                     | Kazakistan                                                                | Qual. Euro 2024                                                           | -                                                                         | 77’                                                                       |
| 26-3-2024                                                                 | Lussemburgo                                                               | Lussemburgo                                                               | 2 – 1                                                                     | Kazakistan                                                                | Amichevole                                                                | -                                                                         | 75’ 90+2’                                                                 |
| 7-6-2024                                                                  | Erevan                                                                    | Armenia                                                                   | 2 – 1                                                                     | Kazakistan                                                                | Amichevole                                                                | -                                                                         | 59’                                                                       |
| 11-6-2024                                                                 | Szombathely                                                               | Azerbaigian                                                               | 3 – 2                                                                     | Kazakistan                                                                | Amichevole                                                                | -                                                                         | 58’                                                                       |
| 6-9-2024                                                                  | Almaty                                                                    | Kazakistan                                                                | 0 – 0                                                                     | Norvegia                                                                  | UEFA Nations League 2024-2025 - 1º turno                                  | -                                                                         | 58’                                                                       |
| 9-9-2024                                                                  | Lubiana                                                                   | Slovenia                                                                  | 3 – 0                                                                     | Kazakistan                                                                | UEFA Nations League 2024-2025 - 1º turno                                  | -                                                                         | 76’                                                                       |
| 13-10-2024                                                                | Almaty                                                                    | Kazakistan                                                                | 0 – 1                                                                     | Slovenia                                                                  | UEFA Nations League 2024-2025 - 1º turno                                  | -                                                                         | 64’                                                                       |
| 14-11-2024                                                                | Pavlodar                                                                  | Kazakistan                                                                | 0 – 2                                                                     | Austria                                                                   | UEFA Nations League 2024-2025 - 1º turno                                  | -                                                                         | 46’                                                                       |
| 17-11-2024                                                                | Oslo                                                                      | Norvegia                                                                  | 5 – 0                                                                     | Kazakistan                                                                | UEFA Nations League 2024-2025 - 1º turno                                  | -                                                                         | 43’ 46’                                                                   |
| 22-3-2025                                                                 | Cardiff                                                                   | Galles                                                                    | 3 – 1                                                                     | Kazakistan                                                                | Qual. Mondiali 2026                                                       | -                                                                         | 74’                                                                       |
| Totale                                                                    |                                                                           | Presenze                                                                  | 45                                                                        |                                                                           | Reti (4º posto)                                                           | 9                                                                         |                                                                           |

## Palmarès

### Club

#### Competizioni nazionali
- Campionato kazako: 3

Aqtöbe: 2013
Qaırat: 2020
Astana: 2022
- Supercoppa del Kazakistan: 2

Aqtöbe: 2014
Astana: 2023